# 반양초등학교
반양초등학교는 대한민국 충청남도 서산시 해미면 관터로 30-22에 있었던 공립 초등학교이다.

## 연혁
- 1968.03.01. : 반양국민학교 설립인가
- 1969. 3.10. : 반양국민학교 개교(13학급)
- 1996.03.01 : 반양초등학교로 개칭
- 2012. 2. 9. : 반양초등학교 제43회졸업(6학급)
- 2012. 3. 1. : 해미초등학교로 통폐합